# 種茂雅之
種茂 雅之（たねも まさゆき、1938年2月13日 - ）は、静岡県磐田市出身の元プロ野球選手（捕手）・コーチ・監督。
パ・リーグ初の捕手部門のダイヤモンドグラブ賞（現在のゴールデングラブ賞）を受賞している。

## 経歴

### プロ入りまで
洋服店を営んでいた父親がズックの切れ端でグローブを作ってくれたことがきっかけで、小学4年の時に野球を始める 。当初は投手であったが、中学時代（磐田一中）に捕手へ転向。3年次の1952年の県大会で準優勝した活躍ぶりを買われ、10月に静岡市内の中学校に転校。
進学校・静岡高では1年次の1953年から正捕手を務め、3年次の1955年には主将として夏の甲子園静岡大会に臨み、第8シードながら準決勝で前年全国準優勝の静岡商、決勝で沼津東高を撃破して山静大会も勝ち抜いた。本大会では開幕試合の1回戦で城東高と当たったが、3-0で1安打完封負けを喫す。1年上のチームメイトに近藤晴彦がいた。
高校卒業後は1956年に立教大学へ進学し、杉浦忠・本屋敷錦吾・長嶋茂雄の2学年下で入部。東京六大学リーグでは3年次の1958年秋季まで1学年上の片岡宏雄の控え捕手を務め、2年次の1957年春季から1958年秋季にかけての4連覇と、全日本大学選手権2連覇を経験。4年次の1959年春季から正捕手を務め、自身初のベストナインを受賞。リーグ通算29試合出場、93打数18安打、打率.194、1本塁打。同期には森滝義巳、浜中祥和、高林恒夫、稲川誠らがいる。
通算打率は1割台と打撃は低調なものの、持ち前の高い守備力でプロも注目し始めるが、大学卒業後の1960年に丸善石油へ入社。岡田悦哉監督の指導を受け、西三雄・岩上江笠とバッテリーを組む。1年目の同年から4番・捕手として起用されて都市対抗に出場するが、2回戦で富士重工業を相手に2安打を放つも敗退。同年9月には全日本社会人野球選抜チームの一員としてハワイに遠征し、2年目の1961年は東邦レーヨン徳島の補強選手として都市対抗に出場。

### 現役時代
1961年8月の都市対抗終了後に東映フライヤーズへ入団し、同年9月23日の近鉄戦（日生）に安藤順三の代打で初出場。
1年目こそ途中加入ということもあって1試合のみの出場に終わったが、2年目の1962年から頭角を表す。4月15日の西鉄戦（後楽園）で若生忠男から初安打、井上善夫から右前適時打を放って初打点を記録。連勝が6で止まった翌日の試合で途中出場ながら2打数2安打1打点をマークし、リードでは土橋正幸の2試合連続完投での3連勝を途中からアシスト。同16日は2打数1安打、宮原務本の代打から出場した同17日の阪急戦（後楽園）は1打数1安打1打点で3連勝し、17日は安藤元博の完投2連勝を途中からアシスト。同18日には8番・捕手で初めて先発マスクを被り、その後も安藤との併用ながら出場機会を増やしていく。土橋・富永格郎・久保田治・尾崎行雄・安藤元ら投手陣を好リードで支え、球団史上初のリーグ優勝に貢献。阪神との日本シリーズでは10月16日の第3戦（神宮）から安藤に代わって先発マスクを被ったが、引き分けに終わった。翌17日の第4戦（神宮）からは攻撃面でチームを助け、小山正明から逆転2点適時打を放つ。翌18日の第5戦（後楽園）では村山実・石川緑から3打数2安打、20日の第6戦（甲子園）でも村山から逆転2点適時打を放つなど4連勝の立役者になった。思い切ったリードで投手の力を引き出しながら打っても殊勲打を放ち、5試合で14打数5安打とシーズン時以上に打棒が爆発してチーム2位の打率.357をマーク。要所で6打点を記録して日本一に貢献し、胴上げ投手となった土橋と共に史上唯一のダブルMVPを受賞、捕手が日本シリーズMVPを受賞したのも史上初であった。その際、MVPの賞品は自動車が土橋、冷蔵庫等の全ての賞品は種茂と山分けで贈られた。シリーズ後は水原茂監督、土橋、張本勲と共に22日放送のフジテレビ『スター千一夜』に出演。デトロイト・タイガースが来日した日米野球では18戦中4戦でマスクを被り、2敗2分に終わっている。
この活躍で正捕手に定着するかと思われたが、打撃の非力さが課題となって併用が続く。リードこそ定評があったものの、ベテランの安藤や打力で優る白仁天と併用されるケースから抜け出せなかった。3年目の1963年5月12日の阪急戦（東京）で米田哲也から初本塁打を放つが、この時の試合では、阪急の3番・一塁手が本職が投手の梶本隆夫で、1回裏1死満塁から吉田勝豊が放った一塁ゴロをトンネルして2点を献上するなど米田の足を引っ張ってしまった。2回裏無死でまたも満塁から吉田が適時打で1点を追加し、3回表には1回の汚名返上とばかりに梶本が、1死1、2塁から適時打を放って1点を返したものの、その裏に種茂がソロ本塁打でまたリードを広げた。その後は3回途中から先発・尾崎をリリーフした富永が得点を与えず、最後は6-1で快勝した。
1964年には南海戦で嵯峨健四郎とバッテリーを組み、広瀬叔功の盗塁を刺すと、試合終了後の夜には「よく広瀬をアウトにしてくれた」と水原から食事を奢ってもらった。
端正な顔立ちで女性ファンの人気も高かったことで「マスクを被るのがもったいない」との理由からコンバート案も飛び出したこともあったが、1966年にはその状況から奮起して正捕手定着を果たすと、自己最多の132試合に出場して規定打席にも到達。自己最高でリーグ5位の打率.291を記録し、自身唯一となるオールスターゲームにも出場。同年11月にはブラジル遠征メンバーに選出され、MLB選抜やパナマ選抜と対戦。
1967年4月25日の東京戦（東京）では坂井勝二に9回までノーヒットノーランに抑えられていたが、0-0のまま延長戦に入った10回にセンターオーバーの三塁打を打ってノーヒットを阻止。リードでは森安敏明の完封勝利をアシストしたが、一方の坂井はノーヒッターどころか敗戦投手になった。
1969年は不調もあって鈴木悳夫との併用となったが、4月23日の南海戦（大阪）で渡辺泰輔から初の満塁本塁打を放つ。同年には1年目の高橋直樹に「お前の決め球は何だ?」と聞き、「シュートです」と答えた高橋に「シュートをとことん投げて悔いはないな」とアドバイス。自身の方向性が定まった高橋は13勝を挙げ、いつも種茂と組むようになった。
1971年まで正捕手の座を守り、5月25日の南海戦（後楽園）では三浦清弘・佐藤道郎から自身唯一の1試合2本塁打を記録。8月21日の西鉄戦（後楽園）では高橋善正のプロ野球史上12人目の完全試合をアシストし、自身も二塁打を含む4打数3安打を記録。同年には東映戦で20盗塁した福本豊の盗塁死8のうち6個を刺したが、この頃には田宮謙次郎監督の野球観に違和感を覚え、1972年には岡村浩二・阪本敏三との正捕手ー正遊撃手同士での交換トレードで、大橋穣と共に阪急ブレーブスへ電撃移籍。
阪急でも正捕手となって7月5日の西鉄戦（平和台）で1000試合出場を達成する。6年ぶりに規定打席に到達し、打率.271（リーグ20位）を記録するなどリーグ2連覇に貢献し、第1回ダイヤモンドグラブ賞を受賞。巨人との日本シリーズは全5試合に先発マスクを被り、11打数3安打を記録。バッテリーを組んだ山田久志曰く、トレード相手の岡村が「お前をリードしてやる」という感じであるのに対し、岡村より2歳年長の種茂は「オレが受けてやる」という感じで投手の意思を尊重するリードが持ち味であった。
阪急時代のキャンプは非常に充実しており、阪急百貨店など色々な関連会社から週1、2回と差し入れが来ていた。その中でも1人前のステーキが400～500gで、何枚食べてもいいという差し入れがあり、種茂は食事にしても、「これだから、優勝するようなチームになるのかな」と思った。東映時代はステーキはおろかニンニクも無く、朝は目刺を買って、選手自ら焼いて食べていた。キャンプ地の伊東名物である海産物を選手らが買ってきたり、キャンプ場の従業員に頼み込んで焼いて貰ったりしていた。
1973年は岡田幸喜と正捕手の座を争うが、102試合出場で定位置を守る。5月11日には古巣・東映の後身である日拓戦（後楽園）で、宇田東植から2度目の満塁本塁打を放った。この試合では3回表に長池徳二の犠牲フライで先制すると、4回表には福本・住友平の連続適時打で2点と日拓を揺さぶり、5回表の1死満塁で2番手の宇田から種茂が左中間へ運ぶと早くも勝負ありの雰囲気になる。日拓に6回、9回と反撃され得点を許したものの、最後は水谷孝・新井良夫のリレーで7-4と日拓を振り切った。8月26日の南海戦（西宮）で中山孝一から最後の本塁打を放ち、南海とのプレーオフでは全5戦に出場したが、5戦中3戦は岡田に先発マスクを譲った。10月23日の第4戦（西宮）と翌24日の第5戦（西宮）は先発マスクを被り、2安打を記録するも敗退。
1974年には中沢伸二に定位置を譲り、最終出場となった9月26日のロッテ戦（宮城）では5番に起用され、金田留広から最後の安打を放った。ロッテとのプレーオフでは3戦中2戦に出場したが、コーチ兼任となった1975年は一軍出場が無くなり、同年限りで現役を引退。
オフの11月8日には東京六大学野球連盟結成50周年記念試合プロOB紅白戦メンバーに選出され、母校の大先輩である西本幸雄監督率いる紅軍の選手として出場している。

### 引退後
引退後は阪急→オリックスで二軍バッテリーコーチ（1976年 - 1977年）・スコアラー（1978年 - 1980年）・スカウト（1996年 - 2000年）、古巣・日本ハムで一軍バッテリーコーチ（1981年 - 1983年）・二軍監督（1984年 - 1988年, 1993年 - 1995年）・ファームディレクター（1989年 - 1992年）を務めた。
阪急コーチ時代は指導に張り切りすぎて「コーチ不適格」の烙印を押されてしまったが、スコアラー転身後は捕手の癖や打者の癖、牽制球の投げ方などを研究し、一塁側の後ろの方から全てビデオに撮って福本に見せた。
日本ハムコーチ時代は江夏豊を機嫌良くマウンドに上げるのに苦労したが、いつでも捕手の味方になるように心掛け、19年ぶりのリーグ優勝に貢献。二軍監督時代は常に陰で努力する選手に目を向ける指揮官であり、1週間に1回位は寮長を家庭に戻し、寮長代理を務めた。1期目の1984年には植村義信監督が解任された際、後任監督として矢頭高雄ヘッドコーチと共に内部昇格案で名前が出された。1986年には1年目の田中幸雄を開幕から3番に抜擢し、田中はシーズン途中に一軍昇格している。2期目には岩本勉がイップス克服のために1日1000球も投げ込んでいたことを知り、1993年終盤のロッテ戦（浦和）で復活登板させた。
日本ハムでは大学の先輩・大沢啓二の監督・フロント時代を通じてサポートし、ファームディレクター時代の1992年からは同年に創設された日本ティーボール協会でアドバイスをする事に関わる。
オリックス退団後は理事や顧問を務め、首都圏の小・中学校などで普及活動を展開した。現在は参与。

## 詳細情報

### 年度別打撃成績
| 年 度      | 球 団      | 試 合 | 打 席 | 打 数 | 得 点 | 安 打 | 二 塁 打 | 三 塁 打 | 本 塁 打 | 塁 打 | 打 点 | 盗 塁 | 盗 塁 死 | 犠 打 | 犠 飛 | 四 球 | 敬 遠 | 死 球 | 三 振 | 併 殺 打 | 打 率 | 出 塁 率 | 長 打 率 | O P S |
| ---------- | ---------- | ----- | ----- | ----- | ----- | ----- | -------- | -------- | -------- | ----- | ----- | ----- | -------- | ----- | ----- | ----- | ----- | ----- | ----- | -------- | ----- | -------- | -------- | ----- |
| 1961       | 東映       | 1     | 1     | 1     | 0     | 0     | 0        | 0        | 0        | 0     | 0     | 0     | 0        | 0     | 0     | 0     | 0     | 0     | 1     | 0        | .000  | .000     | .000     | .000  |
| 1962       | 東映       | 85    | 180   | 169   | 15    | 43    | 3        | 5        | 0        | 56    | 13    | 5     | 0        | 2     | 0     | 7     | 1     | 2     | 26    | 5        | .254  | .292     | .331     | .623  |
| 1963       | 東映       | 52    | 126   | 113   | 9     | 25    | 2        | 2        | 1        | 34    | 7     | 1     | 0        | 1     | 2     | 6     | 0     | 4     | 15    | 3        | .221  | .280     | .301     | .581  |
| 1964       | 東映       | 58    | 89    | 88    | 6     | 20    | 3        | 1        | 0        | 25    | 7     | 0     | 0        | 0     | 0     | 1     | 1     | 0     | 8     | 4        | .227  | .236     | .284     | .520  |
| 1965       | 東映       | 79    | 160   | 158   | 12    | 34    | 7        | 0        | 2        | 47    | 10    | 0     | 0        | 0     | 0     | 2     | 0     | 0     | 12    | 3        | .215  | .225     | .297     | .522  |
| 1966       | 東映       | 132   | 453   | 419   | 32    | 122   | 16       | 6        | 2        | 156   | 39    | 4     | 3        | 2     | 2     | 21    | 5     | 9     | 25    | 10       | .291  | .337     | .372     | .709  |
| 1967       | 東映       | 116   | 395   | 374   | 31    | 95    | 10       | 3        | 5        | 126   | 33    | 3     | 2        | 2     | 3     | 13    | 0     | 3     | 30    | 12       | .254  | .282     | .337     | .619  |
| 1968       | 東映       | 97    | 241   | 228   | 8     | 58    | 6        | 1        | 0        | 66    | 14    | 0     | 3        | 2     | 2     | 6     | 1     | 3     | 20    | 5        | .254  | .280     | .289     | .570  |
| 1969       | 東映       | 87    | 207   | 192   | 10    | 33    | 4        | 1        | 3        | 48    | 13    | 2     | 0        | 5     | 0     | 4     | 3     | 6     | 22    | 6        | .172  | .213     | .250     | .463  |
| 1970       | 東映       | 117   | 284   | 259   | 12    | 53    | 12       | 1        | 4        | 79    | 22    | 1     | 1        | 9     | 1     | 12    | 0     | 3     | 20    | 6        | .205  | .247     | .305     | .552  |
| 1971       | 東映       | 121   | 361   | 322   | 23    | 65    | 8        | 1        | 4        | 87    | 23    | 2     | 5        | 8     | 3     | 22    | 2     | 6     | 30    | 10       | .202  | .263     | .270     | .534  |
| 1972       | 阪急       | 112   | 405   | 373   | 29    | 101   | 17       | 2        | 5        | 137   | 38    | 2     | 2        | 6     | 3     | 16    | 1     | 7     | 31    | 10       | .271  | .311     | .367     | .678  |
| 1973       | 阪急       | 102   | 305   | 275   | 21    | 76    | 10       | 0        | 3        | 95    | 27    | 1     | 2        | 4     | 1     | 22    | 3     | 3     | 11    | 15       | .276  | .336     | .345     | .681  |
| 1974       | 阪急       | 31    | 57    | 53    | 5     | 11    | 1        | 0        | 0        | 12    | 1     | 0     | 0        | 0     | 0     | 4     | 0     | 0     | 4     | 3        | .208  | .263     | .226     | .490  |
| 通算：14年 | 通算：14年 | 1190  | 3264  | 3024  | 213   | 736   | 99       | 23       | 29       | 968   | 247   | 21    | 18       | 41    | 17    | 136   | 17    | 46    | 255   | 92       | .243  | .285     | .320     | .605  |

### 表彰
- ダイヤモンドグラブ賞：1回 （1972年）※捕手部門でのパ・リーグ史上初の受賞[1]
- 日本シリーズMVP：1回 （1962年）

### 記録
初記録
- 初出場：1961年9月2日、対近鉄バファロー23回戦（日生球場）、8回表に安藤順三の代打で出場
- 初打席：同上、8回表に江崎照雄の前に三振
- 初安打：1962年4月15日、対西鉄ライオンズ2回戦（後楽園球場）、6回裏に若生忠男から
- 初打点：同上、8回裏に井上善夫から右前適時打
- 初先発出場：1962年4月18日、対阪急ブレーブス2回戦（後楽園球場）、8番・捕手で先発出場
- 初本塁打：1963年5月12日、対阪急ブレーブス10回戦（東京スタジアム）、4回裏に米田哲也から左越ソロ

節目の記録
- 1000試合出場：1972年7月5日、対西鉄ライオンズ11回戦（平和台野球場）、7番・捕手で先発出場 ※史上160人目

その他の記録
- オールスターゲーム出場：1回 （1966年）

### 背番号
- 67 （1961年）
- 22 （1962年 - 1975年）
- 66 （1976年 - 1977年）
- 88 （1981年 - 1988年）
- 80 （1993年 - 1995年）